# 1971 في كندا
فيما يلي قوائم الأحداث التي وقعت خلال عام 1971 في كندا.

## سياسة

### تعيين في المنصب
- 1 يناير – جيمس راسيل عضو المجلس النيابي لنيوفندلاند ولابرادور ‏.

### انتهاء فترة المنصب
- 1 يناير – هنري بوتر Commander of the Royal Canadian Navy [الإنجليزية]‏.

## رياضة
- 19 سبتمبر – جائزة كندا الكبرى 1971 الفائز جاكي ستيورات.

## مواليد

### يناير
- 1 يناير – تانيا فيوياو

### فبراير
- 20 فبراير – دنكان واتس

### مارس
- 6 مارس – فال فينيس
- 21 مارس – مورين دريك لاعبة كرة مضرب كندية.
- 23 مارس – ياسمين غوري عارضة كندية.
- 27 مارس – ناثان فيليون

### أبريل
- 9 أبريل – جاك فيلنوف سائق فورمولا 1 كندي.

### مايو
- 29 مايو – إريك لوكاس ملاكم كندي.

### يوليو
- 3 يوليو – فيك ساشي
- 17 يوليو – كوري دكتورو
- 20 يوليو – ساندرا أوه ممثلة كندية.
- 21 يوليو – سارة سيغر عالمة فلك كندية.
- 31 يوليو – كريستينا كوكس ممثلة كندية.

### أغسطس
- 13 أغسطس – باتريك كاربنتر سائق سيارة سباق كندي.

### سبتمبر
- 24 سبتمبر – مستري

### أكتوبر
- 5 أكتوبر – سامويل فنسنت

### نوفمبر
- 26 نوفمبر – ريان روبنز ممثل كندي.

### ديسمبر
- 25 ديسمبر – جاستن ترودو رئيس وزراء كندا.

## وفيات

### أبريل
- 19 أبريل – إيرل تومسون (مواليد 1895) رياضي كندي.